# Distrito de Karauli
Karauli (en hindi: करौली) es un distrito de la India en el estado de Rajastán. Código ISO: IN.RJ.KA.
Comprende una superficie de 5530 km².
El centro administrativo es la ciudad de Karauli.

## Demografía
Según censo 2011 contaba con una población total de 1458459 habitantes, de los cuales 673 516 eran mujeres y 784 943 varones.